# 新海百合子
新海 百合子（しんかい ゆりこ、1950年12月3日 - ）は、日本の女優。本名、青井 百合子（あおい ゆりこ）。
東京都出身。自由学園卒業。MC企画を経て、舞プロモーション所属。東京演劇アンサンブル出身。

## 来歴・人物
関西に移住後、テレビドラマの脇役などで活躍する。
フランス人女性から相談されたことがきっかけで、在日外国人が日本語劇に取り組む多国籍ボランティア演劇集団・不安透夢を結成、以来製作・演出を担当。関西を中心に活動し、1993年初の東京公演を計画、『四谷KAIDAN』を上演する。
特技は、ピアノ、ギター、フランス語、英語、スクーバダイビング。趣味は茶道、陶芸、料理、旅行。

## 出演

### テレビドラマ
- ポーラテレビ小説 / 薩摩おごじょ（1973年、TBS） - 亮子
- 唖侍 鬼一法眼 第8話「濁流の美女狩り」（1973年、NTV）
- 女・その愛のシリーズ 「南風薩摩歌」（1973年、NET）
- 春からはじまる（1974年、MBS） - 安西夕子
- 大河ドラマ / 勝海舟  第40話「特使」（1974年、NHK）
- 非情のライセンス 第2シリーズ 第6話「兇悪の母」（1974年、NET）- 友子
- Gメン'75 第28話「刑事誤殺」（1975年、TBS） - 仁科マキコ
- 破れ傘刀舟悪人狩り（NET）
  - 第58話「裏切りの賭け」（1975年） - お加代
  - 第108話「暗黒の烙印」（1976年） - おとき
- 伝七捕物帳 第100話「花のお江戸の喧嘩鳶」（1976年、NTV） - お恵
- 太陽にほえろ!（NTV）
  - 第191話「冬の女」（1976年） - 英雄の元恋人
  - 第206話「刑事の妻が死んだ日」（1976年） - 宮田啓子 役
  - 第248話「ウェディング・ドレス」（1977年） - 石田光子
  - 第302話「殺意の証明」（1978年） - 降旗信子
  - 第367話「跳べ! スニーカー」（1979年） - 磯部源次の娘
  - 第477話「俺は誘拐犯だ!」（1981年） - 中尾紀子
  - 第502話「癖」（1982年） - 小西道子
- 江戸の旋風シリーズ（CX / 東宝）
  - 同心部屋御用帳 江戸の旋風 第49話「浮世絵の女」（1976年）
  - 同心部屋御用帳 江戸の旋風III 第39話「うしろの正面だァれ」（1978年）
  - 同心部屋御用帳 江戸の旋風IV 第10話「岡っ引の娘」（1979年） - お浜
- 敬礼!さわやかさん 第21話「父と娘の春」（1976年、NET）
- 花王 愛の劇場（TBS）
  - 君恋し（1976年）
  - 空への手紙（1999年） - 婦長
- 五街道まっしぐら! 第6話「飛騨館に消えた花嫁」（1976年、NET）
- 大江戸捜査網（12ch / 三船プロ）
  - 第250話「鈴の音が俺を呼んだ!」（1976年） - 登勢
  - 第303話「緊急指令! 人質を救出せよ」（1977年） - うめ
- 五街道まっしぐら! 第6話「飛騨路に消えた三人の花嫁」（1976年、NET）
- 新・座頭市 第1シリーズ 第24話（1977年、CX）
- 5年3組魔法組 第14話「魔法で相撲だハッケヨイ!」（1977年、ANB） - 春野先生
- 横溝正史シリーズ 「悪魔の手毬唄」（1977年、MBS） - 仁礼文子
- 特捜最前線（ANB）
  - 第29話「プルトニウム爆弾が消えた街」、第30話「核爆発80秒前のロザリオ」（1977年）
  - 第110話「列車大爆破0秒前!」（1979年）
  - 第121話「マニキュアをした弁護士!」（1979年）
- 人形佐七捕物帳 第17話「怨霊を呼ぶ蛍屋敷」（1977年、ANB）
- 破れ奉行 第20話「幕府海軍異状あり」（1977年、ANB） - おくに
- 柳生一族の陰謀 第13話「南海の女狐」（1978年、KTV / 東映） - しのぶ
- 人間の証明（1978年、MBS）
- 桃太郎侍（1978年、NTV）
  - 第66話「嘘とまことの仇討悲願」 - お新
  - 第97話「夫婦喧嘩を喰った鬼」 - おもと
- 銭形平次（1978年、CX）
  - 第608話「九両盗っ人」 - お涼
  - 第631話「殺しを頼んだ女」
- 新五捕物帳（NTV）
  - 第18話「罠にはまった女」（1978年）
  - 第179話「水にぬれた夢」（1982年）
- 大岡越前 第5部 第15話「天下御免の偽名医」（1978年、TBS） - おしの
- 大追跡 第17話「殺し屋」（1978年、NTV / 東宝）
- 吉宗評判記 暴れん坊将軍 第32話「日本一の勝名乗り」（1978年、ANB / 東映） - お幸
- 破れ新九郎（ANB）
  - 第4話「ここは地獄の一丁目」（1978年） - おしの
  - 第18話「血涙、地獄の子連れ狼」（1979年） - お妙
- 風鈴捕物帳 第8話「さらば借金地獄」（1978年、ANB）
- 水戸黄門 第10部 第6話「天下の怪盗光右衛門-駿府-」（1979年、TBS） - 旅籠の女中
- 俺たちは天使だ! 第1話「運が悪けりゃ死ぬだけさ」（1979年、NTV） ‐ 小口ひさ子
- 半七捕物帳 第10話「張子の虎」（1979年、ANB）
- 大空港 第38話「燃えろルーキー!ニトロの中を突っ走れ!」（1979年、CX）
- ザ・サスペンス（TBS）
  - 後鳥羽伝説殺人事件（1982年）
  - 猟人日記 （1983年）
- 阪急ドラマシリーズ（KTV）
  - 赤いシュート! （1986年）
  - 少女探偵事件ファイル 第9話「鳩が運んだいのち」（1992年）
  - ときめき時代（1993年）
  - 学校の怪談 第11話「あの子はだあれ?」（1994年）
- いい話みつけ旅（1988年、ABC）
- 東芝日曜劇場 第1641回「夏の埋み火」（1988年、MBS）
- 年末時代劇スペシャル「五稜郭」（1988年12月30日、12月31日、日本テレビ） - 榎本てい
- 新・部長刑事 アーバンポリス24（ABC）
  - 第4話「ウサギは殺人鬼」（1990年）
  - 第202話「誘拐、その秘められた真実」（1994年）
  - 第259話「携帯電話を持つ少年」（1996年）
- 木曜ゴールデンドラマ / 幸せ、買いませんか （1991年、YTV）
- 転生（1991年、MBS）
- 八百八町夢日記 第2シリーズ 第6話「神様が憎い!」（1991年、NTV / ユニオン映画） - お静 役
- 半七捕物帳 第4話「八丁堀友情の十手」（1992年、NTV / ユニオン映画） - おかみ 役
- 連続テレビ小説 / ええにょぼ （1993年、NHK）
- がんばれ! 青春先生（1994年、YTV）
- 火曜サスペンス劇場 / 京都・女性記者シリーズ 第2期 第1作「京都近江殺人街道」（1994年）
- 剣客商売 第1シリーズ 第10話「兎と熊」（1998年、CX） - およし 役
- 舞妓さんは名探偵! 第1話「京都祇園連続殺人」（1999年、ANB）
- 八丁堀の七人（ANB→EX） - 磯貝綾乃 役 / 磯貝うた 役
  - 第1シリーズ 第2話「千両箱に罠を張れ! 狙われた同心の娘」（2000年）
  - 第3シリーズ（2002年）
    - 第7話「母と名乗れない女! 我が子と涙の対面」 - うた 役
    - 第10話「大名行列への討入り! 名誉を賭けた闘い」

  - 第4シリーズ 第4話「狙われた同心! 奉行所の中に犯人が」（2003年）
  - 第5シリーズ（2004年）
    - 第2話「奪われた父娘の絆! 十手を捨てた同心」
    - 第10話「波乱の八丁堀! 嫁舅の危険な関係」

  - 第6シリーズ 第4話「昔、捨てた女! だまされた筆頭同心」（2005年）
  - 第7シリーズ（2006年）
    - 第6話「黒沢左門死す!! 江戸を火の海にせよ!」
    - 番外編「隠密同心と賊の娘」
- 金曜エンタテイメント→金曜プレステージ（CX）
  - 京都祇園芸妓シリーズ 第6作「京絵皿殺人事件」（2000年） - 田代佐織 役
  - 妻は多重人格者（2006年）
  - 浅見光彦シリーズ 第27作「竹人形殺人事件」（2007年） - 奈良岡千代 役
- 木曜ミステリー / 京都潜入捜査官 THE SLIPPERS（2000年、ANB）
- 金曜時代劇 / 御宿かわせみ 第三章 第9話「目籠(めかご)ことはじめ」（2005年、NHK） - おえい 役
- ドラマ30 / デザイナー （2005年、MBS） - 別荘の管理人
- 玉蘭 （2007年、EX）
- ドラマW / イヴの贈り物（2007年、WOWOW）
- 徳川家康と三人の女 （2008年、EX） - 浪乃 役
- 土曜ワイド劇場 / 新聞記者・鶴巻吾郎 第2作（2008年、EX） - 木村環 役
- 相棒 Season 8 第3話「ミス・グリーンの秘密」（2009年、EX） - 佐々木たつ子 役
- 土曜ドラマ / 再生の町（2009年、NHK）
- BS時代劇 / テンペスト （2011年、NHK BSプレミアム） - 上級ノロ
- 特集ドラマ「生きたい たすけたい」（2014年、NHK） - 鈴江
- 月曜ゴールデン / ヤメ刑探偵 加賀美塔子 第3作「歪んだ動機」（2015年、TBS） - 矢口朝子 役
- そして誰もいなくなった（2017年） - 小早川暁子 役
- 刑事7人 Season7（2021年） ‐ 西園寺和子 役

### 映画
- 人間であるために （1974年）
- ゴーヤーちゃんぷるー （2005年）
- 暗いところで待ち合わせ （2006年）
- 俺は君のためにこそ死ににいく （2007年）
- ポストマン （2008年）
- ボーイズ・オン・ザ・ラン（2010年） ‐ 田西敏行の母